# Segunda División Femenina de España 2019-20
La temporada 2019-20 de la Segunda División Femenina de España, denominada Reto Iberdrola por motivos de patrocinio, se dio inicio a la competición el 8 de septiembre de 2019 y finalizó el 6 de mayo de 2020.
La temporada fue suspendida el 15 de marzo de 2020 debido a la pandemia en España por COVID-19 y la declaración del estado de alarma en España. Luego de dos meses sin competir, el 6 de mayo la RFEF dio por concluido el campeonato sin disputar el resto de jornadas pendientes. De esta forma, se proclamó campeón a aquellos equipos que encabezaban la clasificación en los grupos Norte y Sur para la fecha 22, por otra parte, se decidió no descender a aquellos en la última y penúltima posición.

## Sistema de competición
La competición estará dividida en dos grupos, norte y sur, con 16 equipos cada uno. El torneo se desarrolla en cada grupo por un sistema de liga, en el que juegan todas contra todas, a doble partido -uno en campo propio y otro en campo contrario- siguiendo un calendario previamente establecido por sorteo. [cita requerida]
La clasificación final se establece con arreglo a los puntos obtenidos en cada enfrentamiento, a razón de tres por partido ganado, uno por empatado y ninguno en caso de derrota. Si al finalizar el campeonato dos equipos igualan a puntos, los mecanismos para desempatar la clasificación son los siguientes:
1. El que tuviese una mayor diferencia entre goles a favor y en contra en los enfrentamientos entre ambos.
2. Si persiste el empate, se tenía en cuenta la diferencia de goles a favor y en contra en todos los encuentros del campeonato. [cita requerida]

En cuanto a los equipos que se marchen de Segunda, por una parte, el primer clasificado de los grupos norte y sur ascenderá directamente a Primera División, y la tercera plaza de ascenso surgirá de un playoff en el que el segundo de cada grupo se enfrentará al tercero del otro en unas semifinales y el campeón de esa serie jugará una final con el antepenúltimo de la Primera División Femenina. Por otra parte, en cuanto a los descensos, serán para los 4 últimos equipos clasificados, 2 de cada grupo. 
En cuanto a equipos que se incorporen en la siguiente temporada, los dos últimos clasificados de Primera descenderán, a quienes puede acompañar el antepenúltimo según lo anterior. Así mismo, los campeones de cada uno de los siete grupos de Primera Nacional y el mejor segundo clasificado disputarán una eliminatoria por sorteo puro y los vencedores de las mismas ascenderán.

## Equipos
Los 30 mejores equipos de la temporada 2018–19 se clasificaron para esta edición: Los cuatro primeros equipos clasificados de cada uno de los siete grupos que había y los dos mejores quintos.
El Real Sporting de Gijón asumió la plaza vacante tras la renuncia del Atlántida Matamá, que había logrado la plaza como mejor quinto de todos los grupos, al ser el Sporting el equipo clasificado inmediatamente detrás del Matamá.
Con esos 30 equipos y los dos descendidos de la Primera División Femenina de España 2018-19 se componen los dos grupos por proximidad geográfica:

### Grupo Norte
| Equipo                 | Ciudad                     |
| ---------------------- | -------------------------- |
| AEM                    | Lérida                     |
| Alavés                 | Vitoria                    |
| Athletic Club "B"      | Bilbao                     |
| Atlético Madrid "B"    | Madrid                     |
| FC Barcelona "B"       | Barcelona                  |
| SD Eibar               | Éibar                      |
| Peluquería Mixta Friol | Friol                      |
| Madrid CFF "B"         | San Sebastián de los Reyes |
| CA Osasuna             | Pamplona                   |
| Real Oviedo            | Oviedo                     |
| CD Parquesol           | Valladolid                 |
| Pozuelo de Alarcón     | Pozuelo de Alarcón         |
| CDE Racing Féminas     | Cantabria                  |
| Seagull                | Badalona                   |
| Real Sporting de Gijón | Gijón                      |
| Zaragoza CFF           | Zaragoza                   |

### Grupo Sur
| Equipo             | Ciudad                     |
| ------------------ | -------------------------- |
| Fundación Albacete | Albacete                   |
| Alhama CF          | Alhama de Murcia           |
| Cáceres            | Cáceres                    |
| UD Collerense      | Palma de Mallorca          |
| Córdoba CF         | Córdoba                    |
| CD Femarguín       | Mogán                      |
| Granada CF         | Granada                    |
| CD Juan Grande     | San Bartolomé de Tirajana  |
| Levante UD "B"     | Valencia                   |
| Málaga CF          | Málaga                     |
| CD Pozoalbense     | Pozoblanco                 |
| Santa Teresa       | Badajoz                    |
| Tacuense           | San Cristóbal de La Laguna |
| UDG Tenerife "B"   | Granadilla de Abona        |
| Valencia "B"       | Valencia                   |
| Villarreal C. F.   | Villarreal                 |

## Clasificación del Grupo Norte
| | Equipo                        | Puntos | J  | G  | E | P  | GF | GC |
| --- | ----------------------------- | ------ | -- | -- | - | -- | -- | -- |
| 1 | Athletic Club B               | 48     | 22 | 15 | 3 | 4  | 43 | 17 |
| 2 | SD Eibar                      | 46     | 22 | 13 | 7 | 2  | 37 | 13 |
| 3 | FC Barcelona B                | 45     | 22 | 14 | 3 | 5  | 61 | 28 |
| 4 | CD Fundación Osasuna Femenino | 41     | 22 | 13 | 2 | 7  | 41 | 24 |
| 5 | Deportivo Alavés Gloriosas    | 41     | 22 | 12 | 5 | 5  | 38 | 26 |
| 6 | CE Seagull                    | 35     | 22 | 10 | 5 | 7  | 38 | 27 |
| 7 | Se Aem                        | 35     | 22 | 10 | 5 | 7  | 29 | 28 |
| 8 | Zaragoza CF Femenino          | 32     | 22 | 10 | 2 | 10 | 43 | 46 |
| 9 | Real Oviedo Femenino          | 31     | 22 | 9  | 4 | 9  | 37 | 37 |
| 10 | CD Parquesol                  | 28     | 22 | 7  | 7 | 8  | 33 | 31 |
| 11 | Madrid CF Femenino "B"        | 26     | 22 | 7  | 5 | 10 | 27 | 40 |
| 12 | Club Atlético de Madrid B     | 26     | 22 | 7  | 5 | 10 | 32 | 34 |
| 13 | CDE Racing Féminas            | 25     | 22 | 8  | 1 | 13 | 37 | 35 |
| 14 | Peluquería Mixta Friol        | 19     | 22 | 6  | 1 | 15 | 25 | 55 |
| 15 | CF Pozuelo De Alarcón         | 13     | 22 | 4  | 1 | 17 | 12 | 40 |
| 16 | Real Sporting de Gijón        | 8      | 22 | 2  | 2 | 18 | 12 | 64 |
| Fuente: Federación Española de Fútbol: Clasificación de la Segunda División Norte Femenina de Fútbol (enlace roto disponible en Internet Archive; véase el historial, la primera versión y la última).; actualización automática |                               |        |    |    |   |    |    |    |

## Clasificación del Grupo Sur
| | Equipo                      | Puntos | J  | G  | E | P  | GF | GC |
| --- | --------------------------- | ------ | -- | -- | - | -- | -- | -- |
| 1 | CD Santa Teresa             | 51     | 22 | 16 | 3 | 3  | 43 | 15 |
| 2 | Granada CF                  | 50     | 22 | 16 | 2 | 4  | 43 | 15 |
| 3 | Fundación Albacete Balompié | 47     | 22 | 14 | 5 | 3  | 48 | 16 |
| 4 | Villarreal C. F.            | 42     | 22 | 13 | 3 | 5  | 37 | 24 |
| 5 | Málaga CF                   | 36     | 22 | 9  | 9 | 4  | 28 | 21 |
| 6 | Alhama CF                   | 35     | 22 | 9  | 8 | 5  | 40 | 31 |
| 7 | CD Pozoalbense Femenino     | 32     | 22 | 9  | 5 | 8  | 36 | 39 |
| 8 | Córdoba CF                  | 31     | 22 | 8  | 7 | 7  | 21 | 21 |
| 9 | CF Femenino Cáceres         | 30     | 22 | 8  | 6 | 8  | 36 | 36 |
| 10 | UDG Tenerife "B"            | 28     | 22 | 8  | 4 | 10 | 27 | 36 |
| 11 | CDF SPAR Gran Canaria       | 27     | 22 | 8  | 3 | 11 | 34 | 36 |
| 12 | Levante UD "B"              | 24     | 22 | 6  | 6 | 10 | 31 | 33 |
| 13 | Valencia Féminas CF "B"     | 21     | 22 | 6  | 3 | 13 | 24 | 34 |
| 14 | CD Juan Grande              | 16     | 22 | 4  | 4 | 14 | 28 | 39 |
| 15 | UD Tacuense                 | 12     | 22 | 3  | 3 | 16 | 18 | 57 |
| 16 | UD Collerense               | 9      | 22 | 2  | 3 | 17 | 31 | 72 |
| Fuente: Federación Española de Fútbol: Clasificación de la Segunda División Sur Femenina de Fútbol (enlace roto disponible en Internet Archive; véase el historial, la primera versión y la última).; actualización automática |                             |        |    |    |   |    |    |    |